# Forte de Coimbra (bombardeira)
Forte de Coimbra foi uma bombardeira operada pela Armada Imperial Brasileira. A embarcação foi construída no Arsenal de Marinha do Rio de Janeiro e lançada ao mar em 17 de março de 1866. Foi batizada com o nome Forte de Coimbra em homenagem ao forte localizado em Mato Grosso de nome Forte Novo de Coimbra, celebrada pela resistência ao ataque de numerosas forças paraguaias. Deslocava 338 toneladas em peso. Possuía 36 metros de comprimento; 7,15 metros de boca e 2,70 metros de calado. A bombardeira tinha um motor a vapor que desenvolvia 60 HP de potência e a impulsionava a 13,67 quilômetros por hora. Seu meio ofensivo constituía-se de um canhão Withworth de calibre 70. A bombardeira participou de várias campanhas da Guerra do Paraguai. Foi descomissionada em 1884.